# Bilieu
Bilieu ist eine französische Gemeinde mit 1.601 Einwohnern (Stand: 1. Januar 2022) im Département Isère in der Region Auvergne-Rhône-Alpes; sie gehört zum Arrondissement La Tour-du-Pin und zum Kanton Le Grand-Lemps. Die Einwohner werden Billantins genannt.

## Geografie
Die Gemeinde Bilieu befindet sich elf Kilometer nördlich von Voiron und etwa 31 Kilometer nordnordwestlich von Grenoble am Südostufer des Lac de Paladru. Umgeben wird Bilieu von den Nachbargemeinden Montferrat im Norden, Saint-Sulpice-des-Rivoires im Nordosten, Massieu im Osten, Chirens im Süden, Charavines im Südwesten sowie Le Pin im Westen.

## Bevölkerungsentwicklung
| Jahr                       | 1962 | 1968 | 1975 | 1982 | 1990 | 1999 | 2006 | 2014 | 2021 |
| -------------------------- | ---- | ---- | ---- | ---- | ---- | ---- | ---- | ---- | ---- |
| Einwohner                  | 301  | 296  | 326  | 510  | 741  | 922  | 1111 | 1491 | 1597 |
| Quellen: Cassini und INSEE |      |      |      |      |      |      |      |      |      |

## Sehenswürdigkeiten

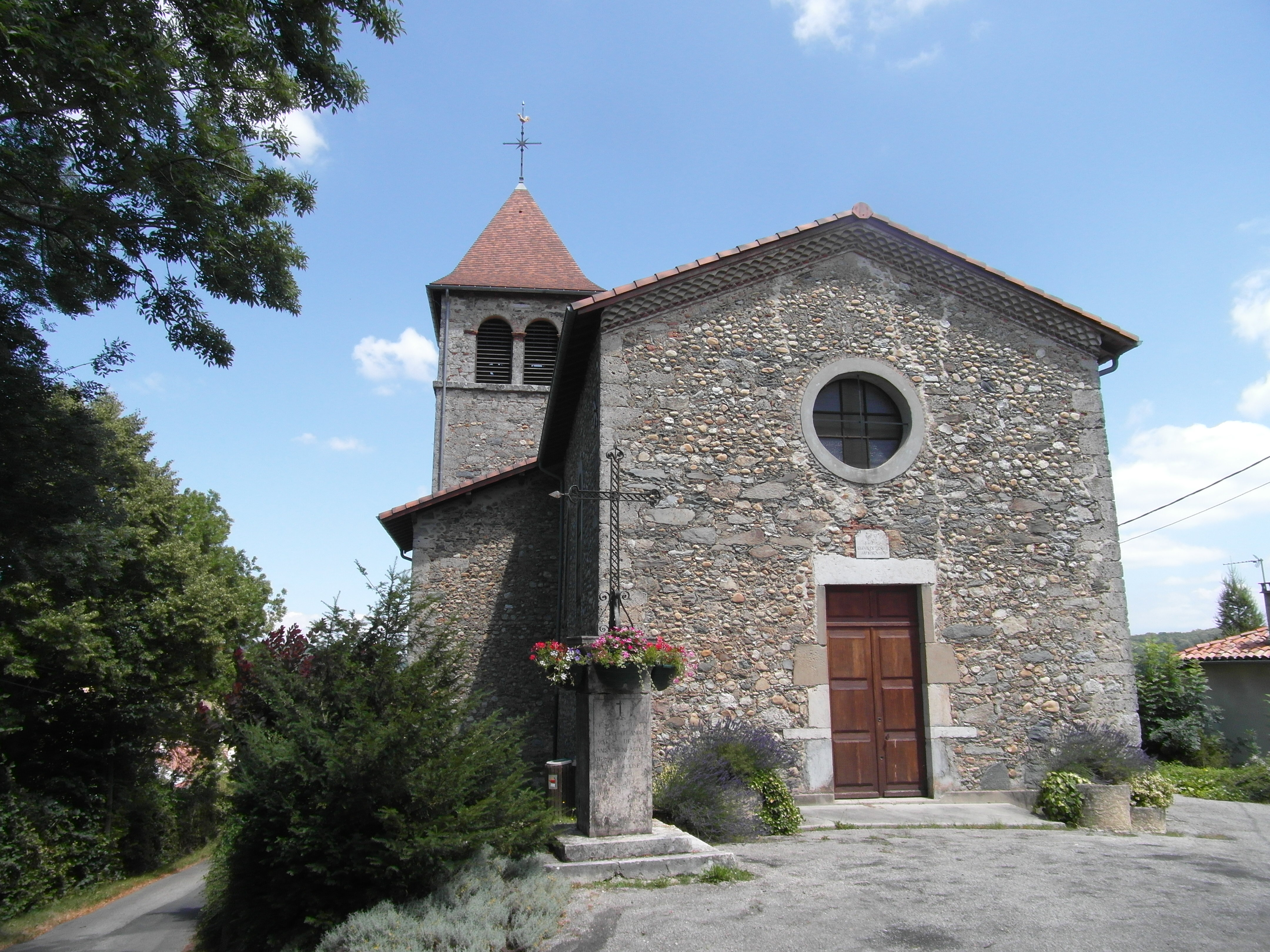
Kirche Saint-Albin
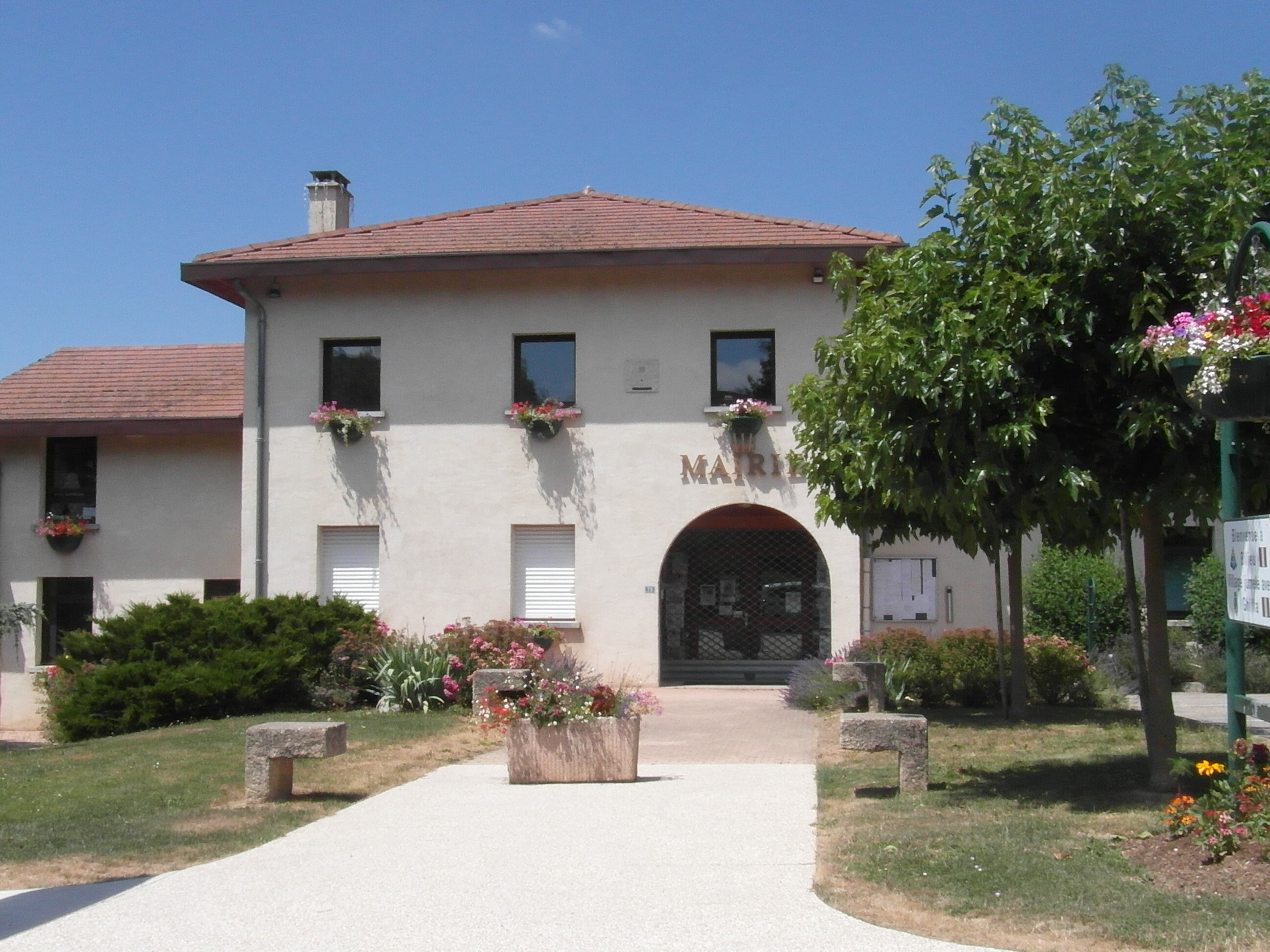
Mairie Bilieu

- Kirche Saint-Albin
- Mairie Bilieu